# 反位效应
反位效应，即配合物中处于某些配体反／对位（trans）的配体呈现出特别的不稳定性。常见于平面四边形配合物中，但也见于八面体构型。实验可以测定相应取代反应的速率，得出以下反位效应顺序（越靠右的配体，其反位配体越不稳定）：
{\displaystyle \mathrm {\ F^{-},H_{2}O,OH^{-}<NH_{3}<py<Cl^{-}<Br^{-}<I^{-},SCN^{-},NO_{2}^{-},SC(NH_{2})_{2},Ph^{-}<SO_{3}^{2-}<PR_{3},AsR_{3},SR_{2},CH_{3}^{-}<H^{-},NO,CO,CN^{-},C_{2}H_{4}} }
例子见顺铂制取。